# Парасолі (скульптура Зонголопулоса)

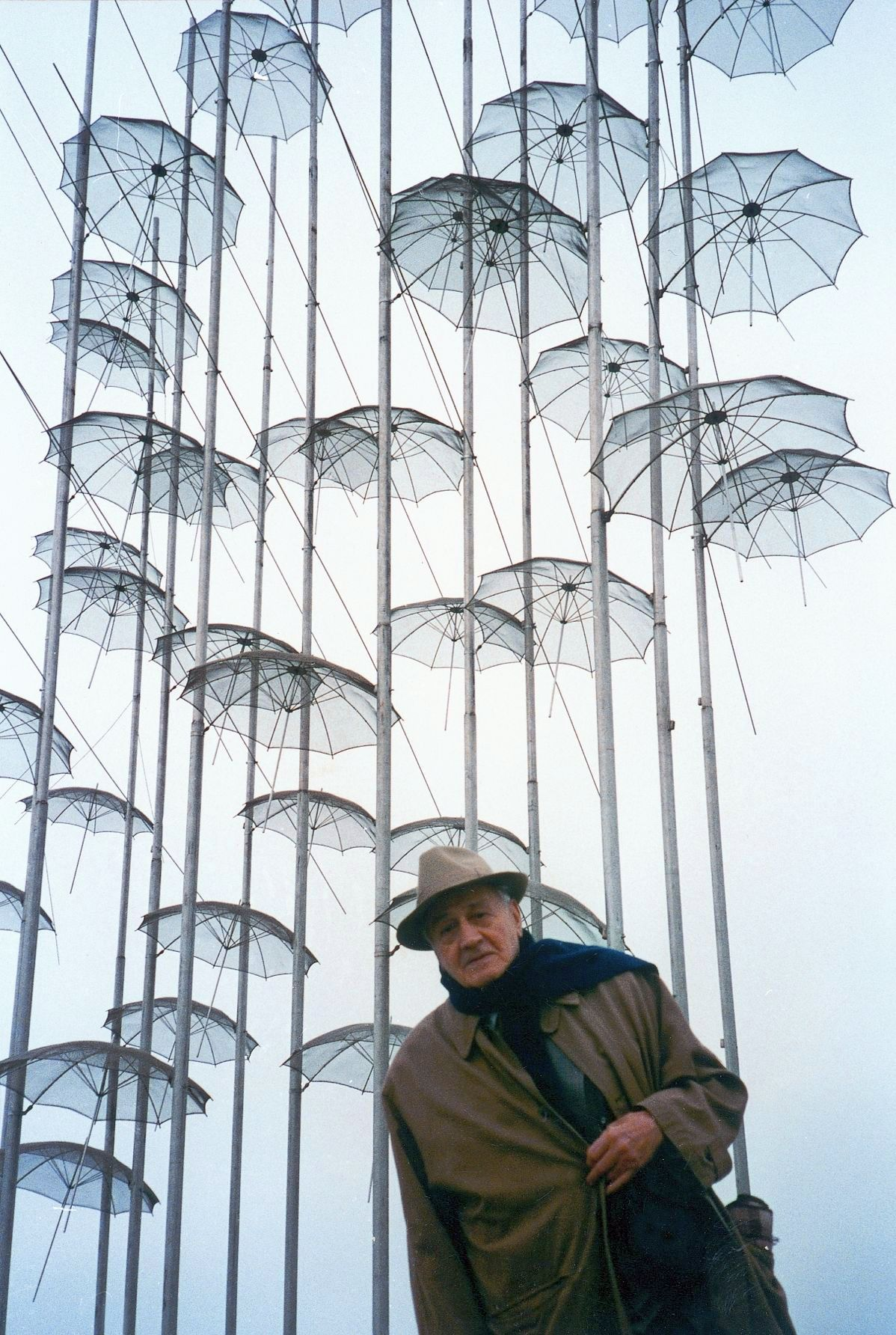
Йорґос Зонґолопулос навпроти свого твору. Салоніки, 1997 рік

Скульптура «Парасолі» (грец. Ομπρέλες) грецького митця Йорґоса Зонґолопулоса у місті Салоніки (Греція) являє собою один з найвідоміших іконографічних мотивів художника. «Парасолі» знаходяться на Новій набережній (Неа Параліа) міста Салоніки, недалеко від входу до Македонського музею сучасного мистецтва.
Район, у якому розташована скульптура, також пов'язаний із митцем Зонґолопулосом. Зокрема, в цьому районі знаходився будинок, у якому жив художник. Нині у цьому будинку розташований офіс фонду, заснованого ним незадовго до смерті та названого його ж іменем. Фонд імені Зонґолопулоса успадкував зокрема й авторські права на твір «Парасолі».

## Виникнення теми в творчості
У 1987 році вперше зустрічаємо парасольку у «візуальному словнику» Йорґоса Зонґолопулоса. Парасолька, повсякденний предмет захисту людини від природних явищ, стає візуальною темою, що значною мірою займатиме митця наступні роки. Натхнення до такої теми прийшло до нього, ймовірно, завдяки однойменному твору його дружини, художниці Елені Пасхаліду.

## «Парасолі» та Македонський музей сучасного мистецтва
1993 року «Парасолі» були встановлені у Македонському музеї сучасного мистецтва.

## «Парасолі» на Венеційському бієнале
1995 року «Парасолі» було встановлено на вході Венеційського бієнале, після відповідного дозволу міського порту.

## «Парасолі» на набережній Салонік
Після виставки на Венеційському бієнале, у 1997 році «парасолі» було нарешті встановлено на набережній міста Салоніки, на відзначення міста як Культурної столиці Європи.